# Enallagma boreale
Enallagma boreale es una especie de caballito del diablo del género Enallagma, de la familia Coenagrionidae, orden Odonata. Fue descrita por Selys en 1875.
Los ejemplares adultos miden aproximadamente 28-36,6 mm de longitud y cuentan con una envergadura de 17-22 mm. Se distribuye por América del Norte: Estados Unidos y Canadá, también en Asia: Japón.